# Wilhelm Reich
Pour les articles homonymes, voir Reich (homonymie).
Wilhelm Reich est un médecin, psychiatre et psychanalyste. Il est né le 24 mars 1897 à Dobrzcynica, alors en Autriche-Hongrie, aujourd'hui en Ukraine, et est mort en prison le 3 novembre 1957 (à l’âge de 60 ans) à Lewisburg, Pennsylvanie, États-Unis.
Le déroulement de son interrogation s’est assis sur une série d’expériences axées sur la libido (hypothèse centrale de Sigmund Freud relative à l’irrépressible rapprochement sexuel de la femme et de l’homme en vue de l'orgasme) qui consistait à montrer (en quoi consistait sa conclusion) qu’une « énergie libidinale » pouvait être caractérisée par des mesures simplement électriques, détectées par un oscilloscope. Cette interrogation le mena ensuite à une « pulsation » générale portant sur l’étude des réactions des monocellulaires à leur environnement, qui l'inclina à cette question plus générale « Qu’est-ce que le vivant ». En conséquence de ces observations, Wilhelm Reich a déployé son entendement du monde autour du concept de l’« orgone », terme correspondant à sa description de l’« énergie de la Vie ».
Âgé de 22 ans lorsqu'il prend contact avec la psychanalyse, il est le plus jeune collaborateur intégré dans le cercle intime de Sigmund Freud à Vienne ; il est connu pour ses contributions à la sexologie et à la thérapie psychanalytique, son engagement en faveur de l'émancipation de la satisfaction sexuelle (la « fonction de l'orgasme »), la cuirasse caractérielle et ses recherches sur l'« énergie d'orgone ». Ses prises de positions l'ont fait entrer en conflit avec le créateur de la psychanalyse et ont mené à son exclusion de l'Association psychanalytique internationale en 1933.

## Biographie

### Premières années
Wilhelm Reich naît en 1897 à Dobrzcynica, fils de Leon Reich, fermier et de Cecilia Roniger. Peu après sa naissance, sa famille s'installe plus au sud dans une ferme de Jujinetz, près de Tchernivtsi, en Bucovine. Il attribue plus tard son intérêt pour l'étude des rapports sexuels et des bases biologiques des émotions à son éducation dans la ferme paternelle, où les fonctions naturelles de la vie ne lui furent jamais cachées.
Il suit un enseignement à domicile jusqu'à l'âge de 13 ans. À 14 ans, il joue un rôle important dans le suicide de sa mère en révélant à son père la liaison de celle-ci avec l'un de ses précepteurs. Il fuit son domicile peu après la mort de son père en 1914, lors de l'arrivée de l'armée russe.

Dans Passion de jeunesse, il écrit : 

« Je ne revis jamais ni ma terre natale, ni mes biens. De ma vie passée aisée, il ne m'est rien resté. »

### Vie en Europe occidentale

#### À Vienne
Après la Première Guerre mondiale, au cours de laquelle il combat sur le front italien, il devient médecin, puis psychiatre, et s'intéresse à la philosophie, aux sciences naturelles et à la sexologie naissante. Il entreprend une analyse didactique avec Radó, puis avec Paul Federn. Après des conférences sur la psychanalyse données en marge de ses études de médecine, il rencontre à l'université de Vienne Sigmund Freud, qui lui offre deux de ses livres et l'encourage. Il participe activement au séminaire de psychanalyse dont il devient rapidement le sous-directeur ; il est notamment avec Sándor Ferenczi l'initiateur d'un nouveau séminaire technique, et publie plusieurs ouvrages (cf. bibliographie), dont l'un sur la « fonction de l'orgasme » (1927) qu'il dédicace à [son] Maître, où sont clarifiés les concepts « d'économie sexuelle » et de « caractère génital ».
Il épouse Annie Pink, elle aussi psychanalyste, en 1922, ils ont deux filles Eva, née en 1924, et Lore, née en 1928.
Reich pose l'hypothèse que, pour une grande part, la cause des névroses est d'origine socio-économique (problèmes de logement, indépendance économique de la femme, difficultés de contraception). Il forme un groupe de médecins et d'infirmiers pour aider les personnes des quartiers pauvres de Vienne et crée un dispensaire psychanalytique gratuit pour les plus démunis. En septembre 1929, il voyage en URSS où il rencontre la pédagogue Vera Schmidt.

#### À Berlin

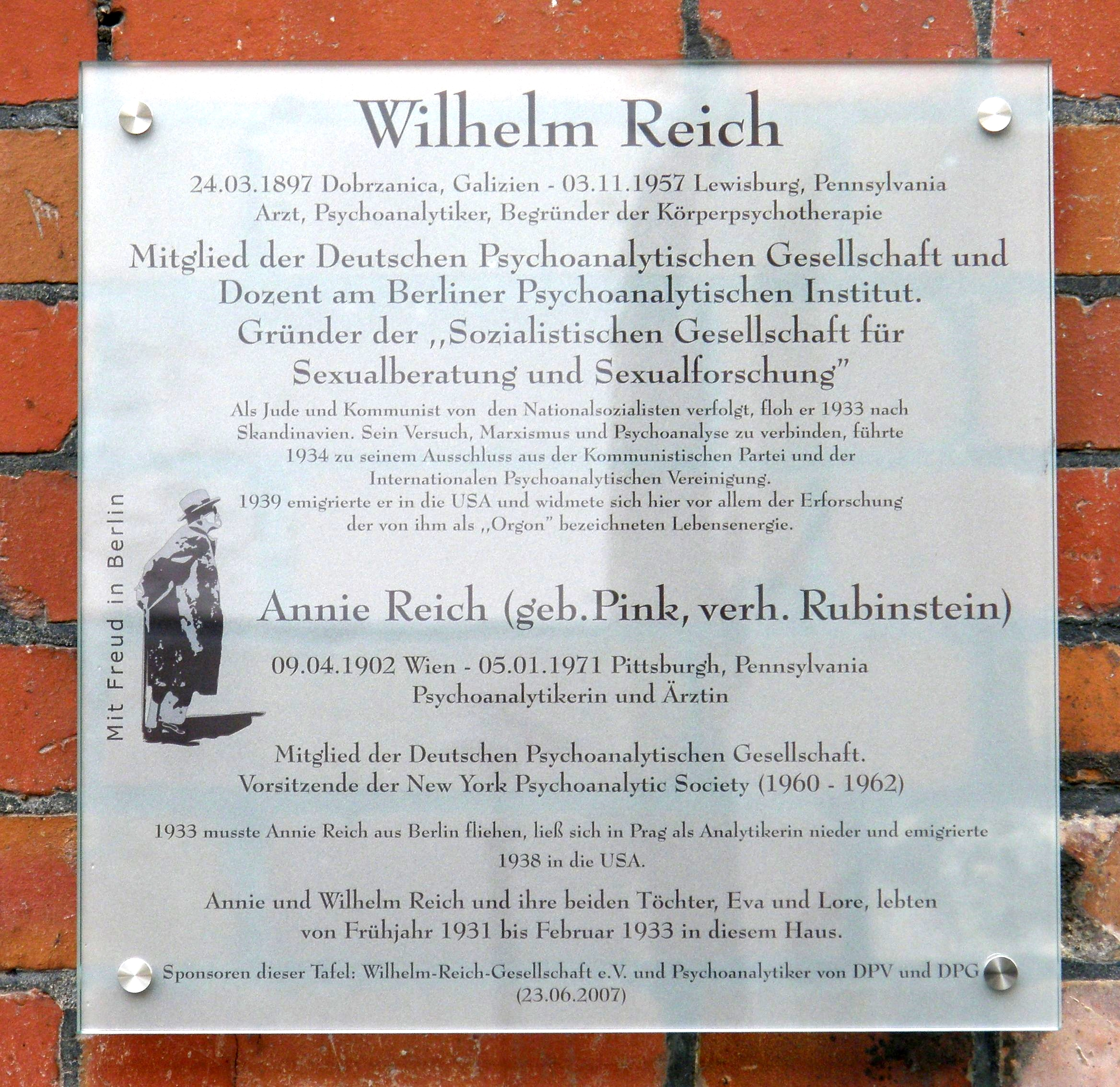
Plaque sur la maison de W. Reich à Berlin. Il y réside de 1931 à 1934.

Il déménage en 1930 à Berlin où il adhère au K.P.D, le parti communiste d'Allemagne. Là, il dispense des conseils en matière de sexologie et donne des cours à l'école marxiste des travailleurs. Il s'implique également dans les travaux de l'Institut psychanalytique de Berlin. En désaccord avec l'apolitisme de la Société de psychanalyse, il regroupe autour de lui des psychanalystes « de tendance marxiste ou sympathisants tels qu'Erich Fromm, Otto Fenichel, Siegfried Bernfeld, Barbara Lantos ». Il contribue à la théorisation du freudo-marxisme.
Poursuivant son engagement auprès des masses, il crée Sexpol, un centre public de recherches et de discussion sur les conditions de vie contemporaines et les conditions d'épanouissement de la satisfaction sexuelle dans les milieux populaires. Le Sexpol attire de nombreuses associations, plus de cent mille adhérents, puis est interdit lors de la montée du nazisme. Il en reste son journal, Zeitschrift für Politische Psychologie und Sexualökonomie, et sa maison d'édition créée en 1932 Verlag für Sexualpolitik. Dès cette époque, il introduit dans sa pratique psychanalytique le concept de cuirasse caractérielle.
Ses relations avec Sigmund Freud sont amicales tant que Reich « s'en tient à la psychanalyse », et il fait partie du cercle de ses intimes. Mais un désaccord survient à propos de la théorie freudienne sur Thanatos et Éros : selon Reich, Thanatos — « l'instinct de mort » qui permet à la psychanalyse de justifier le masochisme et la compulsion de répétition — n'est qu'une pulsion secondaire, acquise au cours de la vie du souffrant, et non comme chez Freud une fonction primaire. Avec le risque consécutif à la persécution des communistes par le nouveau régime nazi, leurs relations se détériorent.
En 1933, l’association psychanalytique internationale lui demande de démissionner mais il refuse, et apprend en 1934 qu'il ne fait plus partie de la liste des membres. Pour Lore Reich Robin, sa fille, Anna Freud est l'une des responsables de cette exclusion. Il est aussi exclu du parti communiste allemand en 1933. Annie et lui divorcent aussi cette année-là.
En danger en tant que juif et communiste, il fuit l'Allemagne nazie.
En 1935, la Gestapo décrète l’autodafé de tous ses ouvrages.

#### Exil

##### Autriche
Il s'exile en Autriche, à Vienne, d'où « l'hostilité croissante des milieux psychanalytiques » le contraint à repartir. Toutefois, ses travaux et conférences sur la famille influencent le groupe des Révolutionnaires communistes d'Autriche (RKÖ, puis RKD) dirigés par Georg Scheuer.

##### Danemark
Il accepte l'invitation de Jonathan Leunbach, l'un des fondateurs de la Ligue mondiale pour la réforme sexuelle, au Danemark, d'où des « manœuvres staliniennes » du parti communiste danois le font expulser.

##### Suède - Norvège
Il se rend ensuite en Suède et en Norvège, où il entreprend des recherches sur la « fonction biologique de la sexualité et de l'angoisse » (Biological function of sexuality and anxiety) avec l'aide d'une nouvelle équipe, formée de médecins, de psychanalystes, d'un ingénieur en électricité. Ces travaux le conduisent à s'intéresser à la biogenèse et à élaborer la théorie des « bions ». À l'invitation du professeur Schjelderup, directeur de l'Institut de physiologie de l'université d'Oslo, il donne des cours sur l'analyse caractérielle. Les résultats de cette période norvégienne sont publiés en 1937 sous le titre « Étude expérimentale de la fonction électrique de la sexualité ». C'est en ces années qu'il pose les bases de la thérapie psychocorporelle, en collaboration avec Ola Raknes (en). Il se lie dans le même temps avec Alexander Sutherland Neill.

##### Grande-Bretagne
En 1939, il passe en Grande-Bretagne où il rencontre l'ethnographe Bronisław Malinowski. À cette occasion, il relève que les observations de Malinowski sur les peuplades primitives des îles Trobriand confirment les théories sur l'évolution du matriarcat au patriarcat et l'influence primordiale des conditions économiques sur les pratiques sexuelles, thèses qu'il avait déjà formulées dans un ouvrage publié en 1932, L'Irruption de la morale sexuelle . Il entreprend une nouvelle rédaction de ce livre à la lumière de ces nouveaux éléments. Malinowski l'invite à le rejoindre aux États-Unis, pour occuper un poste de maître de conférences.

### Vie aux États-Unis
Embarqué le 19 août 1939, Reich est accueilli aux États-Unis à la fin du mois par son traducteur Theodore Wolfe. Il s'établit à New York, où il enseigne la psychiatrie et l'analyse caractérielle à la New School for Social Research. Il exerce parallèlement comme psychiatre-psychanalyste dans son cabinet privé. En 1939, il est élu membre honoraire de la société internationale de plasmogénie. Après perquisition de son appartement par le FBI à la suite de l'attaque de Pearl Harbor, il passe Noël 1941 en prison, car il est soupçonné par J. Edgar Hoover d'être un espion nazi. Il est libéré le 5 janvier 1942.
Après quelques années, il achète en 1945, dans le Maine, une grande propriété de 80 hectares qu'il baptise Orgonon, où il crée l'« Orgone Energy Clinic », destinée au dépistage des maladies énergétiques (biopathies), et l'« Orgonomic Infant Research Center », consacré à l'étude de l'enfant depuis le stade prénatal jusqu'à l'adolescence. Il y poursuit ses travaux avec ses assistants dans le domaine de la biologie et de la biophysique, y tient des conférences sur ses découvertes, ses inventions et l'évolution de ses recherches, y édite un journal et reçoit les visites de ses collaborateurs. Ce lieu est actuellement le musée Wilhelm Reich ; il se situe à Rangeley.

#### ORANUR
Le 15 décembre 1950 commence l'expérience Oranur (Orgonotic Anti-Nuclear Radiation). Reich enferme une aiguille de radium soigneusement isolée par une couche de plomb dans un de ses accumulateurs. Son but est de vérifier si l'orgone concentré peut contrer les effets mortifères des radiations atomiques. En février de l'année suivante, l'expérience aboutit à une catastrophe énergétique, le lieu devenant inhabitable.
Par ailleurs, Reich propose à des patients volontaires un traitement expérimental susceptible de les aider à mieux vivre leur cancer, les malades s'irradiant dans un « accumulateur d'orgone » et bénéficiant parallèlement d'une « végétothérapie caractério-analytique ». Des prélèvements sanguins (quelques gouttes de sang) sont réalisés pour évaluer les effets de l'irradiation sur l'organisme.
Reich suscite les critiques de la communauté psychanalytique et médicale américaine. En dépit de ses titres de docteur en médecine et de psychiatre et de son passé de chef de séminaire au cours de sa période psychanalytique, ces expériences sont considérées comme privant les malades de thérapie et les mettant en danger. À cette époque, comme lors de sa période scandinave, des rumeurs le qualifient de fou et de lubrique. « À partir de janvier 1942, attaqué de toutes parts, traité de charlatan par les psychiatres et de schizophrène par le milieu psychanalytique américain, Reich s'enfonça dans la folie, se croyant victime du grand MODJU, c'est-à-dire des fascistes rouges. Ce nom forgé par lui dérivait de MO (cenigo), personnage anonyme qui avait livré Giordano Bruno à l'Inquisition, et de DJOU (gachvili), alias Staline ». Selon Bela Grunberger et Janine Chasseguet-Smirgel, Wilhelm Reich était devenu paranoïaque, alors qu'Otto Fenichel le qualifie de schizophrène.

#### Cloudbuster etCloudbusting
Parmi ses inventions pseudoscientifiques, figure le cloudbuster (« téteur d'éther », ou « brise-nuage ») à l'aide duquel il prétendit faire pleuvoir, d'abord au cours de sécheresses dans le Maine, ensuite dans les régions arides (essais en Arizona en 1955-1957) ; et aussi repousser les tempêtes. Plusieurs versions de l'appareil ont existé, le principe demeurant le même.
Son fils Peter Reich, dans son livre A Book of Dreams, décrit le plaisir qu'ils prenaient ensemble à faire pleuvoir grâce au cloudbuster. Kate Bush découvre ce livre en 1976, il lui inspire en 1985 sa chanson Cloudbusting qui, ainsi que le clip vidéo l'accompagnant, évoque les mésaventures arrivées à l'invention et à son inventeur.

#### Mort en prison
Après des vérifications entreprises par la Food and Drug Administration, organisme public de répression des fraudes, un tribunal lui interdit la location d'accumulateurs d'orgone aux États-Unis. Outrepassant ces injonctions, il est arrêté deux fois. Jugé une première fois, il refuse de se présenter devant un tribunal une seconde fois, car il estime qu'il n'est pas de la compétence d'un tribunal civil de juger le propos d'une découverte scientifique. Il est condamné pour outrage à la cour à deux années d'emprisonnement en 1956 ; il meurt d'une crise cardiaque en prison le 3 novembre 1957.
Ses œuvres sont, par décision de justice, brûlées dans l'incinérateur de Gansevoort, à Manhattan (New York)[réf. à confirmer].

## Sexologie
Reich, qui influence la sexologie, pense que le désir peut être réalisé dans la satisfaction, évitant ainsi l'idéalisation du (des) partenaire(s), et théorise l'équivalence entre les objets. Au contraire, Freud théorise l'idéalisation comme projection de l'idéal du Moi sur l'objet.
Les sexologues américains W. H. Masters et V. E. Johnson poursuivent la recherche bio-physique reichienne dans le domaine de la sexualité.

## Œuvre
[Abréviations : FSG pour Farrar, Straus and Giroux, New York. Les maisons d'édition françaises sont domiciliées à Paris sauf mention contraire.]
- Premiers écrits, vol. 1 (articles, 1920–1925), dont Conflits de la libido et formations délirantes dans Peer Gynt d'Henrik Ibsen (1920), Payot, 2006  (ISBN 2-2289-0090-7)
- Premiers écrits, vol. 2 : la génitalité dans la théorie et la thérapie des névroses, Payot, 2006  (ISBN 2-2289-0102-4). Original allemand : Die Funktion des Orgasmus, 1927, remanié à partir de la théorie de l'orgone
- Die Funktion des Orgasmus (1927), traduction du texte original dans une édition pirate épuisée (1975) chez les Éditions du Nouveau Monde, 17 impasse Lénine, 93 Montreuil
- Matérialisme dialectique et psychanalyse dans La crise sexuelle, Éditions sociales, 1933. Original allemand : Dialektischer Materialismus und Psychoanalyse, 1929. Publié également dans la revue communiste internationale Sous la bannière du marxisme et dans la revue Kitej automne 2011
- La Lutte sexuelle des jeunes, François Maspero, 1972. Original allemand : Der Sexuelle Kampf der Jugend, 1932
- Qu'est-ce que la conscience de classe ? écrit sous le pseudonyme d'Ernst Parell, traduction et édition de Constantin Sinelnikoff, 1971
- L'Irruption de la morale sexuelle, Payot, 1999. Original allemand : Der Einbruch der Sexualmoral, 1932
- L'Analyse caractérielle, Payot-poche, 2006  (ISBN 2-2289-0059-1). Original allemand : Charakteranalyse, 1933. Édition américaine : Character Analysis, 1945, 1949, réimp. FSG, 1980
- La Psychologie de masse du fascisme, Payot, 1999. Original allemand : Massenpsychologie des Faschismus, 1933. Édition américaine : The Mass Psychology of Fascism, 1946, réimp. FSG, 1970
- The Bions Experiments: on the Origine of Life, FSG, 1979. Original allemand : Die Bione, Oslo, 1938
- La révolution sexuelle (en), Christian Bourgois, 1982. Original allemand : Die Sexualität im Kulturkampf, 1936
- The Bioelectrical Investigation of Sexuality and Anxiety (articles, 1934–1938), FSG, 1982
- Children of the Future: On the Prevention of Sexual Pathology (articles, 1928–1938), FSG, 1983
- La Fonction de l'orgasme, L'Arche, 1986. Original allemand : Die Funktion des Orgamus. Traduction américaine : The Function of the Orgasm, 1942, 1948, réimp. FSG, 1973
- La Biopathie du cancer, Payot, 1985. Original allemand : Der Krebs. Traduction américaine : The Cancer Biopathy, 1948, réimp. FSG, 1973
- Écoute, petit Homme ![23], illustré par William Steig, Payot, 1999. Original allemand : Rede an den kleinen Mann. Traduction américaine : Listen, Little Man!, 1948, réimp. FSG, 1974
- L'éther, Dieu et le diable, Payot, 1999. Original allemand et américain : Ether, God and Devil, 1949, réimp. FSG, 1973
- La superposition cosmique, Payot, 2001. Original américain : Cosmic Superimposition, 1951, réimp. FSG, 1973
- The Oranur Experiment, 1951, xerox Wilhelm Reich Museum, Rangeley.
- The Orgone Energy Accumulator, Its Scientific and Medical Use, 1951, xerox Wilhelm Reich Museum, Rangeley[24]
- Le meurtre du Christ, traduit de l'américain par Pierre Kamnitzer, Champ libre, 1971. Original américain : The Murder of Christ, 1953, réimp. FSG, 1978
- Les hommes dans l'État, Payot, 1978. Original américain : People in Trouble, 1953, réimp. FSG, 1978
- Contact with Space, 1957, xerox Wilhelm Reich Museum, Rangeley
- Selected Writings: An Introduction to Orgonomy, FSG, 1961
- Reich parle de Freud, Payot, 1998. Original américain : Reich Speaks of Freud, FSG, 1967
- L'Accumulateur d'orgone et son usage médical[25]
- The Record of a Friendship: The Correspondence of Wilhelm Reich and A. S. Neill, FSG, 1984
- Passion de jeunesse, L'Arche, 1997. Original américain : Passion of Youth: An Autobiography 1897–1922, FSG, 1988, 2005
- Beyond Psychology: Letters and Journals 1934–1938, FSG, 1994
- American Odyssey: Letters and Journals 1940–1947, FSG, 1999

Les œuvres complètes américaines de Wilhelm Reich (livres, articles et journaux de recherche) sont disponibles sur microfiches à la bibliothèque Sainte-Geneviève de Paris. Les œuvres psychanalytiques sont dans les archives des revues Internationale Zeitschrift für Psychoanalyse, Zeitschrift für Sexualwissenschaft, Zeitschrift für Ärztliche Psychotherapie, Internationaler Psychoanalytischer Verlag, etc.

### En langue française
- Martin Gardner, Les Magiciens démasqués (chapitre 21), Presses de la Cité, 1966. Original américain : Fads and Fallacies in the Name of Science, Dover Publications, NY, 1952, 1957
- Boris Fraenkel, Pour Wilhelm Reich, Paris, Maspero, 1968
- Jean-Michel Palmier, Wilhelm Reich. Essai sur la naissance du Freudo-marxisme, éd. U.G.E., Paris, 1969
- Michel Cattier, Ce que Reich a vraiment dit, Verviers, Marabout Université no 254, 1969, 1974
- Ilse Ollendorff (ex-compagne de Wilhelm Reich), Wilhelm Reich, P. Belfond, 1970. Original américain Wilhelm Reich: A Personal Biography, St Martin's Press, NY, 1969
- Constantin Sinelnikoff, L'œuvre de Wilhelm Reich, 2 volumes, François Maspero, Petite collection Maspero, 1970. Réédition Les Nuits rouges[26], 1970, 2002
- Alexander Sutherland Neill, Wilhelm Reich[27], le chapitre manquant systématiquement dans les trois éditions traduites de Summerhill School: A New View of Childhood, St Martin’s Griffin, New York, 1995  (ISBN 0-312-14137-8) sous le titre Libres enfants de Summerhill aux Éditions François Maspero, 1970, puis réédition aux Éditions La Découverte, 1995 et dans la coll. « Folio essais », no 4, 2004
- Jean-Pierre Voyer, Reich, mode d'emploi, Champ libre, 1971, sur le net
- Charles Rycroft, Wilhelm Reich, Seghers, 1972. Original américain : Wilhelm Reich, Viking Press, NY, 1971
- Luigi de Marchi, Wilhelm Reich, biographie d'une idée, Paris, Fayard, 1973
- Roger Dadoun, Cent fleurs pour Wilhelm Reich, Payot, 1975, 1999
- Numéro double de la revue Sexpol[28] consacré à Wilhelm Reich, Paris, 1977
- Bela Grunberger et Janine Chasseguet-Smirgel, Freud ou Reich. Psychanalyse et illusion, éd. Tchou, coll. Les Abysses, 1976 (ouvrage critique)
- Peter Reich, À la recherche de mon père : rêves éclatés, Albin Michel, 1977. Original américain : A Book of Dreams, Harper & Row, NY, 1973
- Ola Raknes, Wilhelm Reich et l'orgonomie, Érès, Ramonville, 1989, 2002. Original américain : Wilhelm Reich and Orgonomy, Penguin, 1970
- Elsworth F.Baker, L'Homme pris au piège, éd. de Verlaque, Aix-en-Provence, 1993. Original américain : Man in the Trap, Macmillan, NY, 1967, réimp. American College of Orgonomy, 2000
- Jacques Lesage de La Haye, Une psychopolitique du corps, l'Analyse reichienne, Lyon, Atelier de création libertaire, 1996
- James DeMeo, Le Manuel de l'accumulateur d'orgone, Vannes, Sully, 2001
- Orson Bean, Moi et l'orgone, Érès, Ramonville, 2002. Original américain : Me and the Orgone, St Martin's Press, NY, 1971, réimp. American College of Orgonomy, 2000
- Georges Bertin, Un imaginaire de la pulsation : lecture de Wilhelm Reich, Presses de l'université de Laval, Québec, 2004
- Gérard Guasch
  - Quand le corps parle, Vannes, Sully, 1998/2002/2007
  - Wilhelm Reich, énergie vitale et psychothérapie, Paris, Retz, 1998
  - Wilhelm Reich, biographie d'une passion, Vannes, Sully, 2007
- A. Lucca and ISFA commitee : Wilhelm Reich (1897-1957) - Biographie Critique[29], Akronos Publishing, Concordia, Ontario, Canada, 2012

### En langue anglaise
- Robert Spitezer « Wilhelm Reich and Orgone Therapy - An Examination of Wilhelm Reich's Demonstrations of Orgone Energy[30] », 1953, Cornell University
- David Boadella, Wilhelm Reich, the Evolution of his Work, Henry Regnery, Chicago, 1973
- Mildred Edie Brady :
  - « The Strange Case of Wilhelm Reich », in The New Republic, 26 mai 1947
  - « The New Cult of Sex and Anarchy », Harper's, avril 1947
- Robert Corrington, Wilhelm Reich, Psychoanalyst and Radical Naturalist, FSG, 2003
- W. Edward Mann, Orgone, Reich and Éros: Wilhelm Reich's Theory of the Life Energy, Simon and Schuster, NY, 1973
- Myron R. Sharaf, Fury on Earth: A Biography of Wilhelm Reich[31],[32], St Martin's Press, NY, 1983, réimp. Da Capo Press, NY, 1994
- Robert Anton Wilson, Wilhelm Reich in Hell (pièce de théâtre), Falcon Press, Phoenix, 1987
- Archives américaines : voir sur archive.org
- « Wilhelm Reich and the Mass Psychology of Fascism (1935) » in Robert Graham, Anarchism: A Documentary History of Libertarian Ideas, From Anarchy to Anarchism (300 CE to 1939), volume I, Black Rose Books, 2005, p. 444-448

### Filmographie
- Misterije organizma (« Les mystères de l'organisme »), docu-fiction de Dušan Makavejev, 1971. Film sur les théories développées dans La Révolution sexuelle. Mise en perspective de l’analyse bioénergétique dans le contexte historique de l’évolution des mœurs
- Wilhelm Reich — Viva Little Man !, documentaire de Digne Meller-Marcovicz, 1987
- (en) Man's Right to Know[33],[34]
- (en) Wilhelm Reich and the Orgone Energy[35]
- Der Fall Wilhelm Reich, film d'Antonin Svoboda sorti en 2012